# Špionáž
Špionáž (též strategické zpravodajství) je obor lidské činnosti zabývající se soustřeďováním strategických informací, které nelze získat z otevřených zdrojů. Jedná se o informace, které jsou druhou stranou považovány za tajné. Výstupy z tohoto vyhodnocování poté slouží zadavatelům k vytváření aktuálního a co nejpřesnějšího obrazu o situaci v zájmových oblastech a k co nejpřesnějšímu předvídání budoucího vývoje.
Získáváním těchto informací se zabývají na státní úrovni organizace či služby státem zvláště pro tento účel zřízené. Nazývají se zpravodajské služby, jsou obvykle státem (vládou, parlamentem) financované a řízené a nejvyšší představitelé státu jsou zadavatelem úkolů pro tyto služby. Na nevládní úrovni existují i soukromé organizace zabývající se sběrem informací na komerční bázi.
Osoba, která je vysílána do cizího území či konkurenčního prostředí za účelem špionáže, tj. získání jakýmikoliv prostředky informace, či materiály, které protistrana vyžaduje, je špión. Pracuje v utajení a musí splynout s okolím. Předpokladem je, že je odborníkem na prostředí, do kterého je vyslán. V případě mezinárodní špionáže se na něj nevztahují mezinárodní úmluvy o válečných zajatcích, ale místní, obvykle přísné trestní zákony.

## Druhy informací
Z hlediska zadavatele se za nejdůležitější považují informace o:
- politické situaci, politických stranách, jejich představitelích a potenciálních nástupcích
- ekonomické situaci a všech faktorech, které tuto situaci mohou ovlivnit
- možnostech v oblasti vědy a techniky
- vojenském potenciálu, doktrínách a plánech
- závažné kriminalitě
- psychologických faktorech ovlivňujících výše zmíněné

## Způsoby získávání informací
Strategické informace jsou špionáží (tzn. nezákonně) získávány z informačních zdrojů:
- HUMINT – lidské zdroje

Dalšími zdroji informací jsou:
- SIGINT – signální zpravodajství (radiový odposlech)
- IMINT – letecký a družicový průzkum (obrazové informace)
- MASINT – sledování technických příznaků (např. seismické vlnění atd.)
- OSINT – otevřené zdroje (média, technická dokumentace atd.)
- ACINT – zvukoměrné zpravodajství
- GEOINT – geologický průzkum
- PHOTINT – analýza fotografií
- RADINT – sledování radarového provozu
- ELINT – elektronické zpravodajství
- COMINT – zachycení (a případné dešifrování) hovorů apod. (podmnožina SIGINT)
- FISINT – vyhledávání a ničení sítí SIGINT provozovaných protivníkem
- FININT – finanční zpravodajství

Získávání informací z těchto zdrojů není považováno za špionáž, neboť při ní nedochází k narušení územní integrity státu, jenž je cílem sběru informací.

## Špionáž a právo

### Špionáž a národní právo
Národní právo většiny zemí považuje špionáž proti sobě za nezákonnou (a obvykle ji tvrdě trestá), ale zároveň nezakazuje vlastní špionáž proti jiné zemi (pokud to není výslovně zakázáno dvoustrannou úmluvou).

### Špionáž a mezinárodní právo
Mezinárodní právo nepovažuje špionáž za nezákonnou a v podstatě ji schvaluje. Nezákonnost špionáže se objevuje až v případě proniknutí na cizí území (narušení územní integrity). Z hlediska mezinárodního práva jsou tedy nezákonné pouze druhy sběru informací, které narušují územní integritu cizího státu (HUMINT), ostatní druhy sběru jsou legální (např. slovní spojení "špionážní družice" nemá opodstatnění, neboť při jejím použití není narušena svrchovanost země, proti níž je sběr prováděn).

### Válečná špionáž
V období válečného konfliktu existují dva druhy špionáže:
- taktická – probíhá do tzv. taktické hloubky, sbírají se při ní informace o aktuální situaci protivníka, o rozmístění bojové techniky, morálce vojáků, pohybech a přesunech atd.
- strategická – probíhá na úrovni vyššího velení a shromažďují se při ní informace strategického charakteru (tj. např. o možnostech ukončení konfliktu ze strany protivníka, uzavření dohod se třetí stranou, změnách strategie atd.), které mají vliv na vývoj konfliktu.[5]

Na špióna zadrženého v době vojenského konfliktu se nevztahuje úmluva o zajatcích a může být (po řádném soudu) i popraven.

## Průmyslová špionáž
Průmyslová špionáž je specifickým druhem získávání informací, neboť se jí kromě zpravodajských služeb zabývají na komerční bázi soukromé organizace, firmy i jednotlivci. Jejím cílem je získání finanční či jiné výhody. Cílem jsou výsledky vědeckého či technického bádání a výzkumu se zvláštním ohledem na výsledky výzkumu využitelného pro vojenské účely.
Podle metod se průmyslová špionáž dělí na:
- kopírování a krádeže
- odposlech (rádiový, elektronický, telefonní, počítačový)[6]

## Vyzvedačství v komunistickém Československu
Trestný čin vyzvědačství byl za komunistického režimu v Československu často zneužíván pro kriminalizaci jeho domnělých či skutečných odpůrců. Ve 40.–50. letech byly pro vyzvědačství stíhány tisíce osob. V 70. letech se od využívání tohoto paragrafu částečně upustilo, přesto několik takových procesů proběhlo a v případě odsouzení v nich byly vynášeny exemplární tresty, často svou délkou přesahující 10 let. Oběťmi těchto procesů byli často spíše nepohodlní lidé z regionů, zároveň nepatřící k jádru disidentských skupin. Jako v případě Jiřího Ganse a Josefa Römera byli obvykle nejprve stíháni pro méně významný trestný čin a případ byl až časem nafouknut, přičemž důkazní řízení bylo zpravidla postaveno na vynucených doznáních a účelově zpracovaných znaleckých posudcích.